# Платформа (политика)
Вижте пояснителната страница за други значения на Платформа.
В политиката платформата на политическа партия изразява синтезирано принципите, които тя подкрепя. Тя е ядрото, около което се структурира цялата политическа кампания, съдържа стратегията, основните цели и задачи, които си поставя партията. Основния девиз на кампанията е непосредствено свързан в платформата на партията. Всяка политическа партия съставя своя платформа, чрез която се представя на избирателите. В изготвянето на платформата участие вземат различни експерти като юристи, психолози, политолози, социолози. партийни дейци и т.н. Често платформата се излага под формата на списък на идеите (наричани още точки), което партията одобрява или не одобрява. Платформата се приема от колектива на партията по условията в устава, които са си определили.
Видове политически платформи
В зависимост от предстоящите избори:
политически
коалиционни
независими
кандидат–депутатски
кандидат–кметски
По време на предизборните кампании всички платформи са общодостъпни в медиите и интернет.